# Sareth Krya
Sareth Krya (sinh ngày 4 tháng 3 năm 1995) là một cầu thủ bóng đá người Campuchia thi đấu ở vị trí hậu vệ. Anh thi đấu trong nước cho Svay Rieng FC và cũng 2 lần đại diện Đội tuyển bóng đá quốc gia Campuchia, bao gồm lần thi đấu với Jordan tại Vòng loại Cúp bóng đá châu Á vào ngày 14 tháng 11 năm 2017.

## Thống kê sự nghiệp

### Bàn thắng quốc tế
| #  | Ngày                 | Địa điểm                                           | Đối thủ   | Bàn thắng | Kết quả | Giải đấu     |
| -- | -------------------- | -------------------------------------------------- | --------- | --------- | ------- | ------------ |
| 1. | 23 tháng 12 năm 2022 | Sân vận động Gelora Bung Karno, Jakarta, Indonesia | Indonesia | 1–1       | 1–2     | AFF Cup 2022 |